# كيفن ماك (مشرف مؤثرات بصرية)
كيفن ماك (بالإنجليزية: Kevin Mack)‏ هو مشرف مؤثرات بصرية أمريكي، ولد في 23 يوليو 1959 في لوس أنجلوس في الولايات المتحدة.

## وصلات خارجية
- كيفن ماك على موقع IMDb (الإنجليزية)
- كيفن ماك على موقع قاعدة بيانات الفيلم (الإنجليزية)